# Jackson Rodríguez
Jackson Jesús Rodríguez Ortiz (Rubio, 25 febbraio 1985) è un ciclista su strada venezuelano che corre per il team Deportivo Táchira-JHS.
Professionista dal 2007 al 2015, conta tre partecipazioni al Giro d'Italia.

## Carriera
Rodríguez passa professionista nel 2007 con l'Acqua & Sapone di Palmiro Masciarelli, passa poi, l'anno successivo, alla Diquigiovanni-Androni di Gianni Savio, rimanendovi fino al 2015. In nove stagioni da pro partecipa a sei edizioni del Giro d'Italia, ottenendo come miglior piazzamento il secondo posto sul traguardo di Rivarolo Canavese nella "Corsa rosa" 2014. Dal 2016 gareggia con formazioni venezuelane non-UCI.
Attivo principalmente in America Latina, conta tra i principali successi quattro tappe alla Vuelta al Táchira (nel 2005, 2006, 2016 e 2017), cinque tappe alla Vuelta a Venezuela (una nel 2006, una nel 2008, una nel 2012 e due nel 2013), una tappa e la classifica generale della Vuelta Mexico nel 2009 e una tappa al Tour de San Luis nel 2010. In Europa si è invece aggiudicato una tappa alla Volta ao Alentejo nel 2008, mentre in Asia si è classificato terzo al Tour de Langkawi 2009. 
Con la maglia della Nazionale venezuelana ha partecipato a quattro edizioni dei campionati del mondo Elite e due edizioni dei Giochi olimpici, nel 2008 a Pechino e nel 2012 a Londra.

## Palmarès
- 2004 (Selezione venezuelana, una vittoria)

Campionati panamericani, Prova in linea Under-23
- 2005 (Selezione venezuelana, una vittoria)

5ª tappa Vuelta al Táchira (Caja Seca > Tovar)
- 2006 (Selezione venezuelana, quattro vittorie)

11ª tappa Vuelta al Táchira (Pregonero > Santa Ana del Táchira)
2ª tappa Vuelta a Cuba (Guantánamo > Santiago di Cuba)
5ª tappa Vuelta a Venezuela (Acarigua > Sanare)
7ª tappa Clásico Banfoandes (San Josecito > Cerro El Cristo)
- 2008 (Serramenti PVC Diquigiovanni-Androni Giocattoli, quattro vittorie)

5ª tappa, 1ª semitappa Vuelta Ciclística Independencia Nacional (Santo Domingo > Bonao)
1ª tappa Volta ao Alentejo (Ferreira do Alentejo > Odemira)
2ª tappa Vuelta a Venezuela (Cabimas > Valera)
3ª tappa Vuelta a Bramón
- 2009(Serramenti PVC Diquigiovanni-Androni Giocattoli, quattro vittorie)

2ª tappa Vuelta Mexico (Huajuapan de León > Puebla)
Classifica generale Vuelta Mexico
3ª tappa Clásico Virgen de la Consolación de Táriba (Palo Gordo > Rubio)
2ª tappa, 2ª semitappa Vuelta a Tovar (circuito di Tovar)
- 2010 (Androni Giocattoli-Serramenti PVC Diquigiovanni, una vittoria)

5ª tappa Tour de San Luis (San Luis > Carolina)
- 2012 (Androni Giocattoli-Venezuela, una vittoria)

5ª tappa Vuelta a Venezuela (Píritu > Altagracia de Orituco)
- 2013 (Androni Giocattoli-Venezuela, due vittorie)

6ª tappa Vuelta a Venezuela (Tinaquillo > Barquisimeto)
9ª tappa Vuelta a Venezuela (Mariara > Los Teques)
- 2016 (Fedeindustria-Gobernación de Yaracuy, una vittoria)

10ª tappa Vuelta al Táchira (Ureña > San Cristóbal)
- 2017 (JHS Aves-Intac, una vittoria)

2ª tappa Vuelta al Táchira (San Rafael del Piñal > Borota)
- 2019 (JHS Aves, una vittoria)

3ª tappa Vuelta Ciclista a Miranda (Carrizal > Los Teques)

## Piazzamenti

### Grandi Giri
- Giro d'Italia

2009: 26º
2010: 51º
2011: ritirato (9ª tappa)
2012: 49º
2013: 50º
2014: 86º

### Classiche monumento
- Milano-Sanremo

2010: 58º
2013: ritirato
- Giro delle Fiandre

2014: ritirato

### Competizioni mondiali
- Campionati del mondo su strada

Salisburgo 2006 - In linea Under-23: 118º
Varese 2008 - In linea Elite: ritirato
Mendrisio 2009 - In linea Elite: ritirato
Melbourne 2010 - In linea Elite: ritirato
Toscana 2013 - In linea Elite: ritirato
- Giochi olimpici

Pechino 2008 - In linea: 29º
Londra 2012 - In linea: 51º